# You Can't See Me
Albums de John Cena & Tha Trademarc
Chain Gang Revolution
(2011)
Singles
You Can't See Me est le tout premier album composé par le célèbre catcheur de la WWE: John Cena, avec son cousin Tha Trademarc. Enregistré le 10 mai 2005, l'album a tout de suite été classé 15e dans Billboard et 3e des albums de rap les plus vendus. Au Royaume-Uni, l'album a été classé 103e au UK Albums Chart.
L'album y inclus 7L & Esoteric, le rappeur de Boston, dans un tube, et d'autres tubes avec Bumpy Knuckles. La couverture de l'album y référence la ceinture de Cena avec, en apparence, sa phrase fétiche "You Can't See Me". John Cena utilise cette musique depuis 2005 pour ses entrées lors des shows de la WWE. Cena possède également de nombreux équipement portant le logo " You Can't See Me ", tels que des casquettes ou des t-shirts.

## Titres
1. "The Time is Now" - 2:58
2. "Don't Fuck with Us" - 3:24
3. "Flow Easy" (feat. Bumpy Knuckles) - 3:47
4. "Right Now" - 3:47
5. "Make It Loud" - 4:20
6. "Just Another Day" - 3:58
7. "Summer Flings" - 3:35
8. "Keep Frontin'" (feat. Bumpy Knuckles) - 4:13
9. "We Didn't Want You to Know" - 4:16
10. "Bad, Bad Man" (feat. Bumpy Knuckles) - 3:31
11. "Running Game" - 3:52
12. "Beantown" (feat. 7L & Esoteric) - 3:47
13. "This Is How We Roll" - 4:09
14. "What Now" - 4:30
15. "Know the Rep" (feat. Bumpy Knuckles) - 2:59
16. "Chain Gang Is the Click" - 3:52
17. "If It All Ended Tomorrow" - 4:30
18. "The Underground" (a bonus track on select International copies)
19. "Basic Thuganomics" (a bonus track on select International copies)
20. "Untouchables" (a bonus track on select International copies)